# دلة أفكو
دلة أفكو هي شركة سعودية تختص بخدمات الطيران. تأسست في عام 1975م مع عقود واسعة مع القوات المسلحة السعودية.

## نبذة
اعتبارًا من عام 2013 تعتبر دلة أفكو واحدة من سبع شركات طيران مقرها السعودية. هناك أخت شقيقة لشركة دلة أفكو تقوم بتنفيذ عقود البناء والصيانة في المدينتين المقدستين مكة المكرمة والمدينة المنورة، وكلاهما فرعان لمجموعة دلة البركة التي يملكها رجل الأعمال الشيخ صالح عبد الله كامل.

## الأسطول
يتكون أسطول دلة أفكو من الطائرة التالية (اعتبارًا من أغسطس 2017):
| نوع الطائرة            | في الخدمة | الطلبيات | ملاحظات |
| بوينغ 737-700 بي بي جي | 1         |          |         |
| بوينغ 737-900 بي بي جي | 1         |          |         |

## وصلات خارجية
- الموقع الرسمي